# لوئیزائو (بازیکن فوتبال، زاده ۱۹۷۵)
لوئیز بومبوناتو گولارت (به پرتغالی: Luiz Carlos Bombonato Goulart) بازیکن فوتبال در پست مهاجم اهل برزیل است که در شهر Rubinéia و در تاریخ ۱۴ نوامبر ۱۹۷۵ به دنیا آمده‌است.

## باشگاهی
لوئیز بومبوناتو گولارت در تیم‌های فوتبال پالمیراس، کورینتیانس، گرمیو، هرتابرلین، بوتافوگو ، سائو پائولو، ناگویا گرامپوس، سانتوس ،فلامینگو، دپورتیوو لاکرونیا و واسکو دوگاما سابقهٔ حضور دارد. 

## تیم ملی
این بازیکن همچنین در سال، ۱۹۹۶ – ۲۰۰۲ ۱۲ بار برای، تیم ملی فوتبال برزیل به میدان رفته‌است و طی این مدت ۴ گل به ثمر رسانده‌است.